# Недрегор, Эмиль Рикардсен
Эмиль Рикардсен Недрегор (норв. Emil Richardsen Nedregård; род. 27 сентября 1995)  — норвежский гандболист, выступает за норвежский клуб Беккелагет гандбол. 

## Карьера

#### Клубная карьера
Эмиль Рикардсен Недрегор воспитанник клуба Беккелагет Гандбол. Эмиль Недрегор с 2013 года выступает за клуб Баккелаге гендбол. Дебют Эмиля Недрегора в профессиональном гандболе произошло 31 августа 2013 года, в кубке НМ. В матче против Фйеллхаммера, Эмиль Недрегор забросил 2 мяча. Дебют Эмиля Рикардсена Недрегора в чемпионате Норвегии произошёл 15 сентября 2013 года в матче против Драммена. Эмиль Недрегорд, забросил 22 сентября 2013 года, в матче против Рунар Саннефйорда, 2 мяча. В дебютном сезоне Эмиль Рикардсен Недрегор сыграл 14 матчей и забросил 12 мячей. По итогам сезона 2015/16 Эмиль Недрегор забросил 29 мячей, что является лучшим его личным достижением по числу забитых мячей.

## Статистика
Статистика Эмиля Рикардсена Недрегора сезона 2018/19 указана на 30.1.2019.
Статистика указана в регулярном чемпионате и Sluttspillvinner 
| Сезон    | Клуб               | Лига               | Матчи | Голы   | Голы   | Голы  |
| Сезон    | Клуб               | Лига               | Матчи | С игры | 7-метр | Всего |
| -------- | ------------------ | ------------------ | ----- | ------ | ------ | ----- |
| 2016/17* | Беккелагет Гандбол | GRUNDIGligaen menn | 24    | 93     | 45     | 48    |
| 2017/18  | Беккелагет Гандбол | GRUNDIGligaen menn | 21    | 48     | 0      | 48    |
| 2018/19  | Беккелагет Гандбол | GRUNDIGligaen menn | 12    | 20     | 1      | 19    |